# Польща на зимових Паралімпійських іграх 2014
Польща на зимових Паралімпійських іграх 2014 у Сочі, Росія, які проходили з 7 по 16 березня 2014 була представлена 7 спортсменами у 3 видах спорту.

## Гірськолижний спорт
Чоловіки
| Спортсмен                            | Інвалідність      | Дисципліна              | Спуск 1 | Спуск 1 | Спуск 1 | Спуск 2 | Спуск 2 | Спуск 2 | Фінал/Всього | Фінал/Всього | Фінал/Всього |
| Спортсмен                            | Інвалідність      | Дисципліна              | Час     | Різниця | Місце   | Час     | Різниця | Місце   | Час          | Різниця      | Місце        |
| ------------------------------------ | ----------------- | ----------------------- | ------- | ------- | ------- | ------- | ------- | ------- | ------------ | ------------ | ------------ |
| Мачей Крезель Лідер: Анна Огажинська | Вади зору         | Супергігантський слалом | Н/Д     | Н/Д     | Н/Д     | Н/Д     | Н/Д     | Н/Д     | 1:27.13      | +6.55        | 7            |
| Мачей Крезель Лідер: Анна Огажинська | Вади зору         | Комбінація              | 56.49   | +5.89   | 3       | 1:26.09 | +8.63   | 5       | 2:22.58      | +6.71        | 5            |
| Мачей Крезель Лідер: Анна Огажинська | Вади зору         | Слалом                  | 53.68   | +3.99   | 9       | 56.26   | +2.74   | 4       | 1:49.94      | +6.73        | 5            |
| Мачей Крезель Лідер: Анна Огажинська | Вади зору         | Гігантський слалом      | 1:23.62 | +7.60   | 10      | 1:19.02 | +5.77   | 8       | 2:42.64      | +13.02       | 9            |
| Ігор Сікорський                      | Проблеми з ногами | Слалом                  | 1:12.85 | +20.11  | 25      | 1:10.70 | +11.27  | 13      | 2:23.55      | +29.77       | 13           |
| Ігор Сікорський                      | Проблеми з ногами | Гігантський слалом      | DSQ     | DSQ     | DSQ     | DSQ     | DSQ     | DSQ     | DSQ          | DSQ          | DSQ          |
| Анджей Щесний                        | Проблеми з ногами | Супергігантський слалом | Н/Д     | Н/Д     | Н/Д     | Н/Д     | Н/Д     | Н/Д     | DNF          | DNF          | DNF          |
| Анджей Щесний                        | Проблеми з ногами | Комбінація              | DNF     | DNF     | DNF     | DNF     | DNF     | DNF     | DNF          | DNF          | DNF          |
| Анджей Щесний                        | Проблеми з ногами | Слалом                  | 53.94   | +6.25   | 15      | 56.41   | +5.13   | 10      | 1:50.35      | +11.38       | 10           |
| Анджей Щесний                        | Проблеми з ногами | Гігантський слалом      | 1:29.43 | +14.71  | 28      | 1:22.70 | +11.55  | 22      | 2:52.13      | +26.26       | 22           |
| Рафал Шумєц                          | Проблеми з ногами | Слалом                  | DNF     | DNF     | DNF     | DNF     | DNF     | DNF     | DNF          | DNF          | DNF          |
| Рафал Шумєц                          | Проблеми з ногами | Гігантський слалом      | 1:39.80 | +21.70  | 26      | 1:34.64 | +20.54  | 20      | 3:14.44      | +41.71       | 20           |

### Сноубординг
Чоловіки
| Спортсмен     | Дисципліна     | Спуск 1 | Спуск 1 | Спуск 2 | Спуск 2 | Спуск 3 | Спуск 3 | Загалом | Загалом |
| Спортсмен     | Дисципліна     | Час     | Місце   | Час     | Місце   | Час     | Місце   | Час     | Місце   |
| ------------- | -------------- | ------- | ------- | ------- | ------- | ------- | ------- | ------- | ------- |
| Войчех Тараба | Сноуборд-кросс | 1:09.09 | 19      | 1:01.68 | 14      | 1:00.49 | 10      | 2:02.17 | 15      |

## Біатлон
Чоловіки
| Спортсмен      | Інвалідність      | Дисципліна | Реальний час | Відкорегований час | Пропуски | Результат | Місце |
| -------------- | ----------------- | ---------- | ------------ | ------------------ | -------- | --------- | ----- |
| Каміль Рошек   | Проблеми з ногами | 7.5 км     | 24:00.7      | 24:00.7            | 0+1      | 24:00.7   | 13    |
| Каміль Рошек   | Проблеми з ногами | 12.5 км    | 40:25.0      | 40:25.0            | 0+2+0+1  | 40:25.0   | 13    |
| Каміль Рошек   | Проблеми з ногами | 15 км      | 47:39.7      | 51:39.7            | 1+0+1+2  | 51:39.7   | 17    |
| Вітольд Скупєн | Проблеми з ногами | 7.5 км     | 28:26.4      | 25:01.6            | 3+4      | 25:01.6   | 19    |
| Вітольд Скупєн | Проблеми з ногами | 12.5 км    | 41:56.4      | 36:54.4            | 3+3+2+1  | 36:54.4   | 16    |
| Вітольд Скупєн | Проблеми з ногами | 15 км      | 49:43.2      | 51:45.2            | 5+1+1+1  | 51:45.2   | 18    |

## Ковзанярський спорт
Чоловіки
| Спортсмен      | Інвалідність      | Дисципліна  | Кваліфікація | Кваліфікація | Кваліфікація | Півфінал          | Півфінал          | Фінал             | Фінал             | Фінал             |
| Спортсмен      | Інвалідність      | Дисципліна  | Час          | Результат    | Місце        | Результат         | Місце             | Час               | Результат         | Місце             |
| -------------- | ----------------- | ----------- | ------------ | ------------ | ------------ | ----------------- | ----------------- | ----------------- | ----------------- | ----------------- |
| Каміль Рошек   | Проблеми з ногами | 1 км спринт | 2:23.90      | 2:23.90      | 16           | Не кваліфікувався | Не кваліфікувався | Не кваліфікувався | Не кваліфікувався | Не кваліфікувався |
| Каміль Рошек   | Проблеми з ногами | 10 км       | Н/Д          | Н/Д          | Н/Д          | Н/Д               | Н/Д               | 34:36.9           | 34:36.9           | 17                |
| Каміль Рошек   | Проблеми з ногами | 20 км       | Н/Д          | Н/Д          | Н/Д          | Н/Д               | Н/Д               | 45:13.1           | 45:13.1           | 11                |
| Вітольд Скупєн | Проблеми з ногами | 1 км спринт | 4:44.46      | 4:10.33      | 18           | Не кваліфікувався | Не кваліфікувався | Не кваліфікувався | Не кваліфікувався | Не кваліфікувався |
| Вітольд Скупєн | Проблеми з ногами | 10 км       | Н/Д          | Н/Д          | Н/Д          | Н/Д               | Н/Д               | 30:43.8           | 27:02.5           | 20                |

Еставета
| Спортсмени                  | Дисципліна                   | Фінал   | Фінал |
| Спортсмени                  | Дисципліна                   | Час     | Місце |
| --------------------------- | ---------------------------- | ------- | ----- |
| Каміль Рошек Вітольд Скупєн | естафета 4 x 2.5 км відкрита | 28:01.6 | 6     |